# Luxair-Flug 9642
Luxair-Flug 9642 war ein Linienflug der luxemburgischen Fluggesellschaft Luxair vom Flughafen Berlin-Tempelhof zum Flughafen Luxemburg, auf dem am 6. November 2002 eine Fokker 50 kurz vor der Landung verunglückte.

## Unfallverlauf
Die aus Berlin kommende Maschine zerschellte während des Landeanflugs auf einem Acker in Niederanven, nur 3,4 Kilometer vom Zielflughafen entfernt. Zum Zeitpunkt des Unfalls herrschte dichter Nebel. Von den 22 Menschen an Bord überlebten nur ein Passagier sowie der Kapitän den Absturz.
Es war der erste tödliche Zwischenfall der Luxair. Da der Flug im Codesharing mit Lufthansa durchgeführt wurde, trug der Flug neben der Luxair-Flugnummer 9642 ebenfalls die Flugnummer LH2420.

## Absturzursache
Als Absturzursache wird menschliches Versagen angenommen, da die Sicht über den Flugplatz sehr eingeschränkt war. Allerdings sprechen Indizien auch für technisches Versagen.
Laut Untersuchungsbericht wurde bei der Meldung des Towers, dass die Sicht die erforderliche Mindestsichtweite von 300 Meter betrage, der Leistungshebel für die Triebwerke auf Leerlauf gestellt, die Landeklappen in die 10-Grad-Landestellung gebracht und das Fahrwerk ausgefahren. Unmittelbar danach drehten sich aber die sechs Blätter an beiden Propellern in einen Anstellwinkel, der unterhalb der für den Flug vorgeschriebenen Minima liegt und somit nicht für einen Anflug vorgesehen ist. Diese Stellung führte laut Bericht zu einem sehr schnellen Verlust von Leistung und Höhe. Sekunden später fielen zuerst der linke, dann der rechte Motor aus. Ob der falsche Anstellwinkel (Parkposition) auf technisches oder menschliches Versagen zurückzuführen ist, lässt der Untersuchungsbericht offen.

## Passagiere
| Nationalität | Passagiere | Passagiere | Crew   | Crew    | Gesamt | Gesamt  |
| Nationalität | Gesamt     | Getötet    | Gesamt | Getötet | Gesamt | Getötet |
| ------------ | ---------- | ---------- | ------ | ------- | ------ | ------- |
| Frankreich   | 2          | 1          | 0      | 0       | 2      | 1       |
| Deutschland  | 15         | 15         | 0      | 0       | 15     | 15      |
| Luxemburg    | 2          | 2          | 3      | 2       | 5      | 4       |
| Gesamt       | 19         | 18         | 3      | 2       | 22     | 20      |

Sitzplan

Unter den Opfern war der luxemburgische Künstler Michel Majerus.

## Gerichtsprozesse

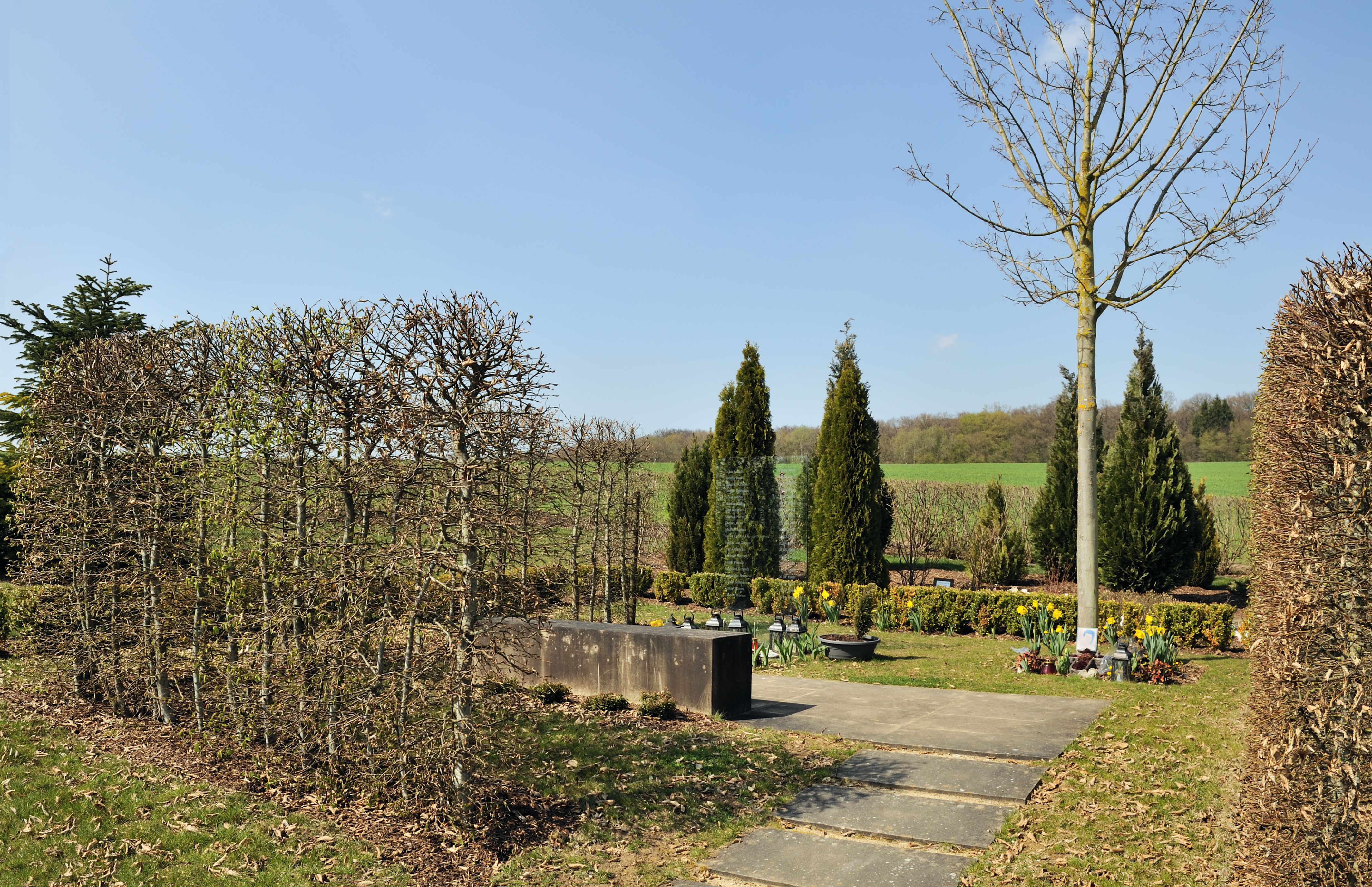
Gedenkstätte an der Unfallstelle

Das Ehepaar Kuhn aus Deutschland, dessen Sohn beim Luxair-Absturz zu Tode kam, reichte am 30. November 2007 eine Beschwerde beim Europäischen Gerichtshof für Menschenrechte in Straßburg gemäß Artikel 34 der Europäischen Menschenrechtskonvention gegen das Großherzogtum Luxemburg ein, wegen Verletzung von Artikel 6 Absatz 1 der Europäischen Menschenrechtskonvention (Recht auf ein faires Verfahren), der auch das Recht auf Abschluss von Gerichtsverfahren innerhalb angemessener Fristen umfasst. Es beschwerte sich darin über die unangemessen lange Dauer der gerichtlichen Prozeduren im Großherzogtum Luxemburg. Am 4. November 2010 verurteilte der Europäische Gerichtshof für Menschenrechte deshalb das Großherzogtum Luxemburg und gab Familie Kuhn in vollem Umfang Recht.
Die amtliche Untersuchung brachte ausreichend Hinweise, um eine Reihe Verantwortlicher aus dem damaligen Mitarbeiterstab des Unternehmens vor Gericht zu stellen. Der Prozess begann am 10. Oktober 2011. Der Bordkommandant wurde zu dreieinhalb Jahren Haft auf Bewährung und einer Geldstrafe von 4000 Euro verurteilt. Die drei ehemaligen Generaldirektoren der Luxair wurden freigesprochen. Die drei Luxair-Techniker wurden zu Haftstrafen auf Bewährung von zwei bzw. eineinhalb Jahren verurteilt.
Im November 2011 wurde bekannt, dass die im November 2002 zum Absturz führende Fehlfunktion, welche durch ein defektes oder fehlerhaftes Bauteil am Flugzeug verursacht worden war, der Luxair seit vielen Jahren bekannt war. Trotz einer Aufforderung durch den Hersteller des Flugzeuges 1994 wurde seitens Luxair nichts unternommen.
Im Januar 2014 wurden den Angehörigen von vier Passagieren aus Deutschland und Luxemburg von einem Gericht in Luxemburg Entschädigungen zwischen 21.000 und 130.000 Euro zugesprochen. Im Februar 2014 legten die Anwälte der Verurteilten Rechtsmittel gegen das Urteil ein. Im Mai 2015 urteilte ein Gericht zugunsten von Entschädigungen in Höhe von insgesamt 330.000 Euro für die Hinterbliebenen.